# 이르지 라슈카
이르지 라슈카(체코어: Jiří Raška, 1941년 2월 4일~2012년 1월 20일)는 체코슬로바키아의 스키 점프 선수이다. 체코 태생 스키 점프 선수 중 가장 위대한 선수로 1968년 동계 올림픽에서 노멀힐 금메달과 라지힐 은메달을 획득했다.